# Abigail Harrison
Abigail Harrison (Saint Paul, Minesota; 11 de junio de 1997), también conocida como Astronauta Abby, es una personalidad estadounidense de Internet y comunicadora científica, especialmente en el ámbito del programa espacial de Estados Unidos. Es la fundadora de The Mars Generation, una organización sin ánimo de lucro 501(c)(3).

## Primeros años y educación
Nació en Minesota en 1997. Desde joven se interesó por el espacio y por querer viajar a Marte. Asistió a las escuelas públicas de Saint Paul y Mineápolis para la educación K-12.
Harrison se graduó en 2019 en el Wellesley College con una Licenciatura en Artes. Realizó estudios de Astrobiología (especialidad hecha por ella misma) y estudios del área rusa. Durante su estancia en la Universidad, participó en un proyecto de investigación de larga duración en el lago Baikal dirigido por la profesora de Wellesley Marianne V. Moore y, posteriormente, lo presentó en la Conferencia anual de Tanner de la escuela.

## Carrera profesional

### Mars Generation
En 2015, Harrison fundó la organización sin ánimo de lucro 501(c)(3) llamada The Mars Generation, siendo la presidenta de su junta ejecutiva. The Mars Generation es una organización no gubernamental estadounidense sin ánimo de lucro que se dedica a la divulgación pública y a la defensa de la exploración espacial humana y la educación en ciencia, tecnología, ingeniería y matemáticas (STEM).
The Mars Generation ofrece 3 programas principales: el programa Future of Space Outreach fomenta el apoyo a la exploración espacial y la educación STEM. El Student Space Ambassador Leadership Program (SSA) es un programa doble de tutoría y liderazgo diseñado para proporcionar orientación escolar y profesional a estudiantes de entre 13 y 24 años.
El programa final proporciona becas pagadas en su totalidad a los estudiantes que demuestren necesidad financiera para asistir al Campamento Espacial de Estados Unidos. Para solicitar la consideración los estudiantes deben tener entre 15 y 17 años, demostrar interés en la exploración espacial y una aptitud en STEM y completar la solicitud, incluyendo la obtención de una recomendación de un profesor o mentor.

## Autora
En enero de 2021, Penguin Random House publicó un libro de Harrison titulado Dream Big! How To Reach For Your Stars. Harrison y Random House han declarado que los beneficios de la venta del libro se donarán a The Mars Generation, la organización sin ánimo de lucro de Harrison.

## Compromiso público
La presencia en línea de Harrison como Astronauta Abby se originó a partir de un proyecto del Día Nacional de la Historia de octavo grado titulado "Debate y diplomacia: La historia de la ISS". Harrison creó una cuenta de Twitter con el nombre de Astronaut Abby para conectar con los empleados de la NASA y conseguir un presupuesto para su proyecto. El 28 de mayo de 2013, Harrison asistió al lanzamiento de la Soyuz TMA-09M de su mentor, el astronauta Luca Parmitano, a la Estación Espacial Internacional. Compartió la experiencia con su público de las redes sociales, convirtiéndose en el enlace terrestre de Parmitano. Como su enlace terrestre, compartió su experiencia de 6 meses de vida en el espacio con su comunidad de las redes sociales y a través de su programa de divulgación mundial.